# Songs of Experience
Songs of Experience — чотирнадцятий студійний альбом ірландського рок гурту U2, випущений 1 грудня 2017 року лейблами Island та Interscope. Альбом задуманий як сиквел до попереднього альбому гурту, Songs of Innocence (2014). Тоді як його попередник досліджував юність учасників гурту в Ірландії у 1970-х роках, «Songs of Experience» тематично є збіркою листів, написаних вокалістом Боно до людей і місць, які є найближчими його серцю. В альбомі взяли участь кілька музичних виконавців, зокрема гурт Haim, Кендрік Ламар та Леді Ґаґа.
Альбом отримав загалом змішані відгуки від критиків. Частково завдяки тому, що його можна було придбати разом із квитками на тур Experience + Innocence Tour 2018, альбом дебютував на першому місці в Сполучених Штатах, що зробило U2 першим гуртом, який очолив чарт країни чотири десятиліття поспіль. У Великій Британії він посів п'яту сходинку. Songs of Experience став шостим найбільш продаваним альбомом у світі у 2017 році, розійшовшись накладом 1,3 мільйона копій. U2 підтримали альбом туром Experience + Innocence Tour, який став продовженням їхнього туру 2015 року.

## Список пісень
Автор слів Боно, автор музики U2 (якщо не зазначено інше). 
| Стандартне видання | Стандартне видання                        | Стандартне видання                                   | Стандартне видання                                     | Стандартне видання |
| #                  | Назва                                     | Автор музики                                         | Продюсер                                               | Тривалість         |
| ------------------ | ----------------------------------------- | ---------------------------------------------------- | ------------------------------------------------------ | ------------------ |
| 1.                 | «Love Is All We Have Left»                |                                                      | Енді Барлов                                            | 2:41               |
| 2.                 | «Lights of Home»                          | U2 Алана Хаїм Даніель Хаїм Есті Хаїм Аріель Рехтшейд | Джекнайф Лі Раян Теддер Брент Кутцле Джоліон Томас [a] | 4:16               |
| 3.                 | «You're the Best Thing About Me»          |                                                      | Лі Теддер Стів Ліллівайт Кутцле                        | 3:45               |
| 4.                 | «Get Out of Your Own Way»                 |                                                      | Теддер Ліллівайт Кутцле Томас Лі [a]                   | 3:58               |
| 5.                 | «American Soul»                           |                                                      | Lee Томас [a] Деклан Гаффні [a]                        | 4:21               |
| 6.                 | «Summer of Love»                          |                                                      | Теддер Кутцле Лі [a]                                   | 3:24               |
| 7.                 | «Red Flag Day»                            |                                                      | Теддер Ліллівайт Кутцле Барлов                         | 3:19               |
| 8.                 | «The Showman (Little More Better)»        |                                                      | Теддер Ліллівайт Лі [a]                                | 3:23               |
| 9.                 | «The Little Things That Give You Away»    |                                                      | Томас Барлов [a]                                       | 4:55               |
| 10.                | «Landlady»                                |                                                      | Лі Теддер [b] Барлов [a]                               | 4:01               |
| 11.                | «The Blackout»                            |                                                      | Лі Теддер [b] Кутцле [a]                               | 4:45               |
| 12.                | «Love Is Bigger Than Anything in Its Way» |                                                      | Лі                                                     | 4:00               |
| 13.                | «13 (There Is a Light)»                   |                                                      | Теддер Пол Епворт                                      | 4:19               |
| 51:07              |                                           |                                                      |                                                        |                    |

| Додаткові пісні делюкс видання | Додаткові пісні делюкс видання               | Додаткові пісні делюкс видання      | Додаткові пісні делюкс видання | Додаткові пісні делюкс видання |
| #                              | Назва                                        | Автор музики                        | Producer                       | Тривалість                     |
| ------------------------------ | -------------------------------------------- | ----------------------------------- | ------------------------------ | ------------------------------ |
| 14.                            | «Ordinary Love» (Extraordinary Mix)          | U2 Браян Бертон                     | Браян Бертон Епворт Гаффні [a] | 3:47                           |
| 15.                            | «Book of Your Heart»                         |                                     | Барлов                         | 3:55                           |
| 16.                            | «Lights of Home» (St Peter's String Version) | U2 А. Хаїм Д. Хаїм Е. Хаїм Рехтшейд | Теддер Лі Кутцле Томас [a]     | 4:33                           |
| 63:22                          |                                              |                                     |                                |                                |

| Додаткова пісні CD делюкс видання | Додаткова пісні CD делюкс видання                 | Додаткова пісні CD делюкс видання | Додаткова пісні CD делюкс видання |
| #                                 | Назва                                             | Producer                          | Тривалість                        |
| --------------------------------- | ------------------------------------------------- | --------------------------------- | --------------------------------- |
| 17.                               | «You're the Best Thing About Me» (U2 за уч. Kygo) | Лі Kygo [a] [c]                   | 4:16                              |
| 67:38                             |                                                   |                                   |                                   |

| Додаткова пісні японського CD делюкс видання | Додаткова пісні японського CD делюкс видання | Додаткова пісні японського CD делюкс видання | Додаткова пісні японського CD делюкс видання |
| #                                            | Назва                                        | Продюсер                                     | Тривалість                                   |
| -------------------------------------------- | -------------------------------------------- | -------------------------------------------- | -------------------------------------------- |
| 18.                                          | «The Blackout» (Jacknife Lee Remix)          | Лі[c]                                        | 7:18                                         |
| 74:57                                        |                                              |                                              |                                              |

Notes
- ↑  – додаткове продюсування
- ↑  – оригінальне продюсування
- ↑  – ремікс

## Чарти
| Чарт (2017)                                          | Найвища позиція |
| ---------------------------------------------------- | --------------- |
| Австралія Australian Albums (ARIA)                   | 5               |
| Австрія Austrian Albums (Ö3 Austria)                 | 2               |
| Бельгія Belgian Albums (Ultratop Flanders)           | 1               |
| Бельгія Belgian Albums (Ultratop Wallonia)           | 2               |
| Канада Canadian Albums (Billboard)                   | 1               |
| Чехія Czech Albums (ČNS IFPI)                        | 2               |
| Данія Danish Albums (Hitlisten)                      | 2               |
| Нідерланди Dutch Albums (MegaCharts)                 | 1               |
| Фінляндія Finnish Albums (Suomen virallinen lista)   | 6               |
| Франція French Albums (SNEP)                         | 2               |
| Німеччина German Albums (Offizielle Top 100)         | 2               |
| Греція Greek Albums (IFPI)                           | 6               |
| Угорщина Hungarian Albums (MAHASZ)                   | 7               |
| Ірландія Irish Albums (IRMA)                         | 1               |
| Італія Italian Albums (FIMI)                         | 2               |
| Japanese Albums (Oricon)                             | 9               |
| Нова Зеландія New Zealand Albums (Recorded Music NZ) | 9               |
| Норвегія Norwegian Albums (VG-lista)                 | 5               |
| Польща Polish Albums (ZPAV)                          | 4               |
| Португалія Portuguese Albums (AFP)                   | 1               |
| Шотландія Scottish Albums (OCC)                      | 3               |
| Іспанія Spanish Albums (PROMUSICAE)                  | 2               |
| Швеція Swedish Albums (Sverigetopplistan)            | 2               |
| Швейцарія Swiss Albums (Schweizer Hitparade)         | 2               |
| Велика Британія UK Albums (OCC)                      | 5               |
| США Billboard 200                                    | 1               |
| США Top Rock Albums (Billboard)                      | 1               |
| США Top Tastemaker Albums (Billboard)                | 1               |

| Чарт (2017)                        | Позиція |
| ---------------------------------- | ------- |
| Australian Albums (ARIA)           | 74      |
| Austrian Albums (Ö3 Austria)       | 34      |
| Belgian Albums (Ultratop Flanders) | 41      |
| Belgian Albums (Ultratop Wallonia) | 34      |
| Czech Albums (ČNS IFPI)            | 8       |
| Danish Albums (Hitlisten)          | 87      |
| Dutch Albums (Album Top 100)       | 16      |
| French Albums (SNEP)               | 31      |
| German Albums (Offizielle Top 100) | 42      |
| Hungarian Albums (MAHASZ)          | 75      |
| Italian Albums (FIMI)              | 15      |
| Polish Albums (ZPAV)               | 57      |
| Portuguese Albums (AFP)            | 9       |
| Spanish Albums (PROMUSICAE)        | 22      |
| Swiss Albums (Schweizer Hitparade) | 84      |
| UK Albums (OCC)                    | 82      |
| Worldwide Albums (IFPI)            | 7       |

| Чарт (2018)                        | Позиція |
| ---------------------------------- | ------- |
| Belgian Albums (Ultratop Flanders) | 101     |
| Belgian Albums (Ultratop Wallonia) | 81      |
| French Albums (SNEP)               | 120     |
| Italian Albums (FIMI)              | 57      |
| Portuguese Albums (AFP)            | 16      |
| Spanish Albums (PROMUSICAE)        | 37      |
| Swiss Albums (Schweizer Hitparade) | 24      |
| US Billboard 200                   | 131     |
| US Top Rock Albums (Billboard)     | 19      |

## Сертифікації
| Регіон | Сертифікація  | Продажі  |
| --- | ------------- | -------- |
| Австрія (IFPI Austria) | Золотий       | 7500     |
| Бельгія (BEA) | Золотий       | 10 000   |
| Канада (Music Canada) | Золотий       | 40 000   |
| Данія (IFPI Denmark) | Золотий       | 10 000   |
| Франція (SNEP) | 2× Платиновий | 200 000  |
| Німеччина (BVMI) | Золотий       | 100 000  |
| Італія (FIMI) | 2× Платиновий | 100 000* |
| Польща (ZPAV) | Золотий       | 10 000   |
| Португалія (AFP) | Золотий       | 7500^    |
| Іспанія (PROMUSICAE) | Золотий       | 20 000   |
| Велика Британія (BPI) | Золотий       | 100 000  |
| *продажі, що базуються лише на сертифікаціях · ^відвантаження, що базуються лише на сертифікаціях · продажі+прослуховування, що базуються лише на сертифікаціях |               |          |